# 341 California
För andra betydelser, se California.
341 California eller 1892 J är en asteroid i huvudbältet, som upptäcktes den 25 september 1892 av den tyske astronomen Max Wolf. Den har fått sitt namn efter den amerikanska delstaten Kalifornien.
Asteroiden har en diameter på ungefär 15 kilometer och den tillhör asteroidgruppen Flora.